# Онжедик
Онжедик (фр. Angeduc) насеље је и општина у западној Француској у региону Поату-Шарант, у департману Шарант која припада префектури Коњак.
По подацима из 2011. године у општини је живело 137 становника, а густина насељености је износила 38,16 становника/km². Општина се простире на површини од 3,59 km². Налази се на средњој надморској висини од 70 метара (максималној 123 m, а минималној 54 m).

## Демографија
| 1962. | 1968. | 1975. | 1982. | 1990. | 1999. | 2011. |
| ----- | ----- | ----- | ----- | ----- | ----- | ----- |
| 109   | 119   | 111   | 104   | 105   | 96    | 137   |

График промене броја становника у току последњих година